# Brothers (film fra 1913)
 For alternative betydninger, se Brothers (flertydig). (Se også artikler, som begynder med Brothers)
Brothers er en amerikansk stumfilm fra 1913 af D. W. Griffith.

## Medvirkende
- Charles Hill Mailes
- Robert Harron
- Clara T. Bracy
- Harry Carey
- Adolph Lestina